# Oberntief
Oberntief (fränkisch: Ejbäandief) ist ein Gemeindeteil der Stadt Bad Windsheim im Landkreis Neustadt an der Aisch-Bad Windsheim (Mittelfranken, Bayern). Die Gemarkung Oberntief hat eine Fläche von 8,776 km². Sie ist in 831 Flurstücke aufgeteilt, die eine durchschnittliche Fläche von 10560,72 m² haben. In ihr liegt neben dem namensgebenden Ort der Gemeindeteil Unterntief.

## Geografische Lage
Durch das Kirchdorf fließt der Lochbach, der mit dem Schmalenbach (rechts) zur Tief zusammenfließt, einem linken Zufluss der Aisch. Im Süden grenzt im Gräfholz ein Naturschutzgebiet an. Im Süden, Westen und Norden ist der Ort von Erhebungen umgeben: dem Dachsberg, dem Seeberg (360 m ü. NHN) und weiteren, namenlosen Erhebungen. 0,75 km nordöstlich liegt das Flurgebiet Gerleinssee und 0,75 km südöstlich die Hirtenstube. Die Kreisstraße NEA 40 führt nach Unterntief (2,5 km östlich) bzw. nach Bad Windsheim (4 km südöstlich).

## Geschichte
Gegründet wurde Oberntief wahrscheinlich während der zweiten Siedlungswelle der Fränkischen Landnahme. Erstmals namentlich erwähnt wurde der Ort in einer Urkunde des Jahres 1226. Zu dieser Zeit gab es bereits das ortsansässige Rittergeschlecht Tief. Die nachfolgenden Geschlechter Schoder und Hohenberg verkauften die Burg samt Wald und Felder an das Windsheimer Spital. 1447 erwarb die Reichsstadt Windsheim den gesamten Ort. Die Reformation erfolgte im Dekanatsbezirk 1525.
Gegen Ende des 18. Jahrhunderts gab es in Oberntief 34 Anwesen. Das Hochgericht übte die Reichsstadt Windsheim aus. Sie hatte ggf. an das brandenburg-bayreuthische Vogtamt Lenkersheim auszuliefern. Die Dorf- und Gemeindeherrschaft hatte die Reichsstadt Windsheim. Grundherren waren die Reichsstadt Windsheim (24 Anwesen), das Schwarzenbergische Amt Wässerndorf (5 Güter), das Klosteramt Birkenfeld (1 Gut, 2 Gütlein), das Vogtamt Jochsberg-Flachslanden (1 Häckersgütlein) und die Ratsstipendienstiftung Kitzingen (1 Hof).
Von 1797 bis 1810 unterstand der Ort dem Justizamt Külsheim und Kammeramt Ipsheim. Im Jahr 1810 kam Oberntief an das Königreich Bayern. Im Rahmen des Gemeindeedikts wurde es dem 1811 gebildeten Steuerdistrikt Külsheim und der 1817 gebildeten Ruralgemeinde Külsheim zugewiesen. Mit dem Zweiten Gemeindeedikt (1818) entstand die Ruralgemeinde Oberntief, zu der Unterntief gehörte. Sie war in Verwaltung und Gerichtsbarkeit dem Landgericht Windsheim zugeordnet und in der Finanzverwaltung dem Rentamt Ipsheim. Die freiwillige Gerichtsbarkeit über sechs Anwesen hatte jedoch bis 1848 das Herrschaftsgericht Hohenlandsberg der Fürsten Schwarzenberg inne. Ab 1862 gehörte Oberntief zum Bezirksamt Uffenheim (1939 in Landkreis Uffenheim umbenannt) und ab 1856 zum Rentamt Windsheim (1919 in Finanzamt Windsheim umbenannt, seit 1972 Finanzamt Uffenheim). Die Gerichtsbarkeit blieb beim Landgericht Windsheim (1879 in Amtsgericht Windsheim umbenannt), seit 1973 ist das Amtsgericht Neustadt an der Aisch zuständig. Die Gemeinde hatte eine Gebietsfläche von 8,807 km².
Am 1. Januar 1972 wurde Oberntief im Zuge der Gebietsreform in Bayern nach Bad Windsheim eingegliedert.

### Baudenkmäler
In Oberntief gibt es sieben Baudenkmäler:
- Evangelisch-lutherische Pfarrkirche St. Maria
- Am Dorfweiher 11: Wohnstallhaus mit Nebengebäuden
- Kehrenbergstr. 15: Kleinhaus
- Kehrenbergstr. 19: Wohnstallhaus mit Scheune
- Kehrenbergstr. 25, 27: Wohnstallhaus mit Nebengebäude
- Kehrenbergstr. 30: Kleinbauernhaus

### Bodendenkmäler
In der Gemarkung Oberntief gibt es vier Bodendenkmäler.

### Einwohnerentwicklung
Gemeinde Oberntief
| Jahr      | 1818   | 1840   | 1852   | 1855   | 1861   | 1867   | 1871   | 1875   | 1880   | 1885   | 1890   | 1895   | 1900   | 1905   | 1910   | 1919   | 1925   | 1933   | 1939   | 1946   | 1950   | 1952   | 1961   | 1970   |
| Einwohner | 291    | 347    | 330    | 321    | 334    | 333    | 306    | 306    | 322    | 335    | 322    | 299    | 280    | 268    | 260    | 261    | 245    | 232    | 204    | 286    | 295    | 269    | 224    | 211    |
| Häuser    | 56     | 61     |        |        |        |        | 61     |        |        | 57     | 60     |        | 59     |        |        |        | 54     |        |        |        | 46     |        | 46     |        |
| Quelle    | [ 18 ] | [ 19 ] | [ 20 ] | [ 20 ] | [ 21 ] | [ 22 ] | [ 23 ] | [ 24 ] | [ 25 ] | [ 26 ] | [ 27 ] | [ 20 ] | [ 28 ] | [ 20 ] | [ 29 ] | [ 20 ] | [ 30 ] | [ 20 ] | [ 20 ] | [ 20 ] | [ 31 ] | [ 20 ] | [ 13 ] | [ 32 ] |

Ort Oberntief
| Jahr      | 001818 | 001840 | 001861 | 001871 | 001885 | 001900 | 001925 | 001950 | 001961 | 001970 | 001987 | 002011 |
| Einwohner | 192    | 230    | 230    | 227    | 216    | 183    | 172    | 206    | 154    | 144    | 134    | 147    |
| Häuser    | 37     | 42     |        |        | 40     | 42     | 38     | 33     | 33     |        | 33     |        |
| Quelle    | [ 18 ] | [ 19 ] | [ 21 ] | [ 23 ] | [ 26 ] | [ 28 ] | [ 30 ] | [ 31 ] | [ 13 ] | [ 32 ] | [ 33 ] |        |

## Religion
Der Ort ist Sitz der Pfarrei St. Maria und ist seit der Reformation evangelisch-lutherisch geprägt. Die Katholiken sind nach St. Bonifaz (Bad Windsheim) gepfarrt.